# Padres Capadócios

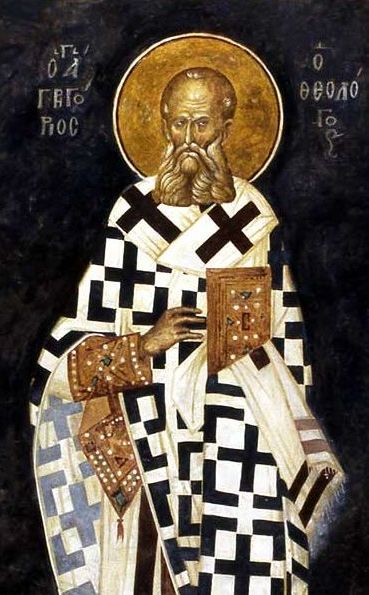
Gregório, o Teólogo (afresco da Igreja de Cora, Istambul)

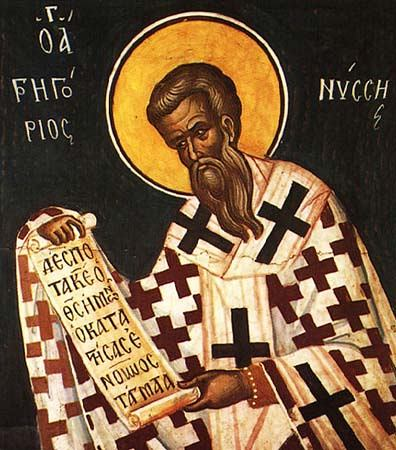
Ícone de Gregório de Nissa (afresco do século XIV, Igreja de Cora, Istambul)

Os Padres Capadócios, também tradicionalmente conhecidos como os Três Capadócios, são Basílio, o Grande (330–379), que foi bispo de Cesaréia; O irmão mais novo de Basílio, Gregório de Nissa (c. 335 – c. 395), que foi bispo de Nissa; e um amigo próximo, Gregório de Nazianzo (329–389), que se tornou Patriarca de Constantinopla.  A região da Capadócia, na atual Turquia, foi um dos primeiros locais de atividade cristã, com diversas missões de Paulo nesta região.
Os Capadócios promoveram o desenvolvimento da teologia cristã primitiva, por exemplo a doutrina da Trindade,  :22e são altamente respeitados como santos nas igrejas ocidentais e orientais.

## Antecedentes biográficos
Uma irmã mais velha de Basílio e Gregório de Nissa, Macrina, converteu a propriedade da família em uma comunidade monástica. Basílio, o Grande, era o mais velho dos irmãos de Macrina, sendo o segundo mais velho o famoso jurista cristão Naucrácio.  Outro irmão, Pedro de Sebaste, também se tornou bispo. Seu avô materno foi mártir e seus pais, Basílio, o Velho, e Emília de Cesareia, também são reconhecidos como santos.

## Contribuições teológicas

### A Trindade
Os Padres decidiram demonstrar que os cristãos podiam manter-se firmes nas conversas com intelectuais eruditos de língua grega e que a fé cristã, embora fosse contra muitas das ideias de Platão e Aristóteles (e de outros filósofos gregos), era quase científica e distintiva em movimento com a cura da alma do homem e sua união com Deus em seu centro - melhor representado pelo monaquismo. Eles deram grandes contribuições para a definição da Trindade finalizada no Primeiro Concílio de Constantinopla em 381 e para a versão final do Credo Niceno, ali finalizado.
Eles fizeram contribuições fundamentais para a doutrina da Trindade e para as respostas ao Arianismo e ao Apolinarianismo.  :Chapter 1
Após o Primeiro Concílio de Nicéia, o Arianismo não desapareceu simplesmente. O Concílio de Nicéia afirmou que o Filho era da mesma substância (homoousios) que o Pai. Os semi-arianos ensinavam que o Filho tem a mesma substância do Pai ( homoiousios ), em oposição aos arianos que ensinavam que o Filho não era como o Pai, mas havia sido criado e, portanto, não era Deus. Portanto, o Filho era considerado semelhante ao Pai, mas não da mesma essência do Pai.

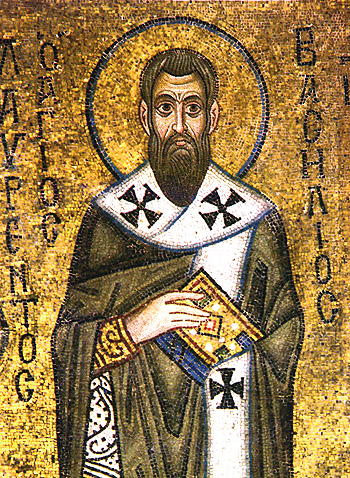
Basílio de Cesaréia (afresco da Catedral de Santa Sofia em Kiev, século XI)

Os Capadócios trabalharam para trazer esses semi-arianos de volta à causa ortodoxa. Em seus escritos eles fizeram uso extensivo da fórmula (agora ortodoxa) "uma substância ( ousia ) em três pessoas ( hypostaseis )".  :66A relação é compreensível, argumentou Basílio de Cesaréia, num paralelo traçado com o platonismo:
quaisquer três seres humanos são, cada um, pessoas individuais e todos compartilham um universal comum, sua humanidade.
A formulação reconhecia explicitamente uma distinção entre o Pai, o Filho e o Espírito Santo (uma distinção que Nicéia tinha sido acusada de confundir), mas ao mesmo tempo insistia na sua unidade essencial.

Assim Basílio escreveu:
Numa breve declaração, direi que a essência (ousia) está relacionada com a pessoa (hypostasis) como o geral está relacionado com o particular. Cada um de nós participa da existência porque participa da ousia, enquanto por causa de suas propriedades individuais ele é A ou B. Assim, no caso em questão, ousia refere-se à concepção geral, como bondade, divindade ou noções semelhantes, enquanto hipóstase é observado nas propriedades especiais de paternidade, filiação e poder santificador. Se então falam de pessoas sem hipóstase, estão falando bobagem, ex hypothesi; mas se eles admitem que a pessoa existe em hipóstase real, como eles reconhecem, deixe-os numerá-los de tal forma que preservem os princípios da consubstancialidade na unidade da divindade, e proclamem seu reconhecimento reverente do Pai, do Filho e do Espírito Santo, na hipóstase completa e perfeita de cada pessoa assim nomeada. —Epístola 214.4.
Basílio tentou, assim, fazer justiça às definições doutrinárias de Nicéia e, ao mesmo tempo, distinguir a posição nicena do modalismo, que havia sido a acusação original de Ário contra o Papa Alexandre na controvérsia nicena. O resultado foi que o arianismo e o semi-arianismo praticamente desapareceram da igreja.

### Mulheres e Mariologia
Os Capadócios tinham uma visão mais elevada das mulheres do que muitos de seus contemporâneos.  Alguns estudiosos sugerem que Macrina era igual no grupo e, portanto, deveria ser reconhecida como "A Quarta Capadócia".  Contribuíram para o desenvolvimento da teologia mariana e da incipiente devoção mariana; todos os três homens afirmaram a doutrina da virgindade perpétua que na época era alvo de críticas de alguns círculos. Gregório de Nissa ensinou que ela fez voto de virgindade, e foi talvez o primeiro teólogo a associar tipologicamente a sarça ardente a Maria, na sua Vida de Moisés. Os Capadócios afirmaram o título Theotokos mais de 50 anos antes de se tornar central na controvérsia Nestoriana. Gregório de Nazianzo afirmou que "se alguém não acredita que a Santa Maria seja Theotokos, ele está sem a Divindade". Ambos os Gregórios foram as primeiras testemunhas da compreensão de Maria como "terra virgem" e da contemplação do "venerável ventre da Virgem" como o lugar onde Deus uniu "as duas naturezas em uma". Esta linguagem, que abunda particularmente em Gregório de Nissa, antecipou o Concílio de Éfeso e teólogos marianos como Proclo, sucessor de Gregório de Nazianzo no Arquiepiscopado de Constantinopla. Além disso, Nazianzo ensinou que Maria foi pré-purificada em alma e corpo antes da concepção de Jesus. Além disso, ele dá testemunho da mais antiga oração conhecida a Maria do corpus literário patrístico, relatando como uma virgem rezou a Maria para ajudá-la a superar a tentação, mostrando a matriz ascética que foi o contexto da devoção mariana primitiva vis-à-vis o perpétuo virgindade.  As raízes da invocação mariana ortodoxa podem, portanto, estar associadas ao círculo niceno de Nazianzo em Constantinopla. Gregório de Nissa também apresenta o registro mais antigo de uma aparição mariana, associando-a a Gregório Taumaturgo, em meados do século III. 
Embora os Capadócios compartilhassem muitas características, cada um exibia pontos fortes específicos. Os estudiosos observam que Basílio era "o homem de ação", Gregório de Nazianzo "o orador" e Gregório de Nissa "o pensador". 

## Outros santos importantes
Lista de outros santos importantes da Capadócia:
Vale dos Monges:
- Santa Bárbara
- Santa Catarina
- Santo Onofre
- São Nicolau
- São João Batista
- São Paulo
- São Nino
- São Jorge
- São Herodião
- São Sérgio
- São Nicéforo II Focas
- Santo Agenteangelo
- São Simeão, o Estilita
- Santo Eustácio
- Santo Estêvão
- São Miguel
- São Daniel, o Estilita
- São Teodoro
- São Procópio, também conhecido como Procópio de Citópolis
- São Parasqueva
- São Potino
- São Haralambos

Vale Ihlara:
- Nikolaos Oikonomides
- Basílio II

Konya :
- Santo Anfilóquio de Icônio
- Santa Tecla
- São Cariton